# Schloss Gansheim

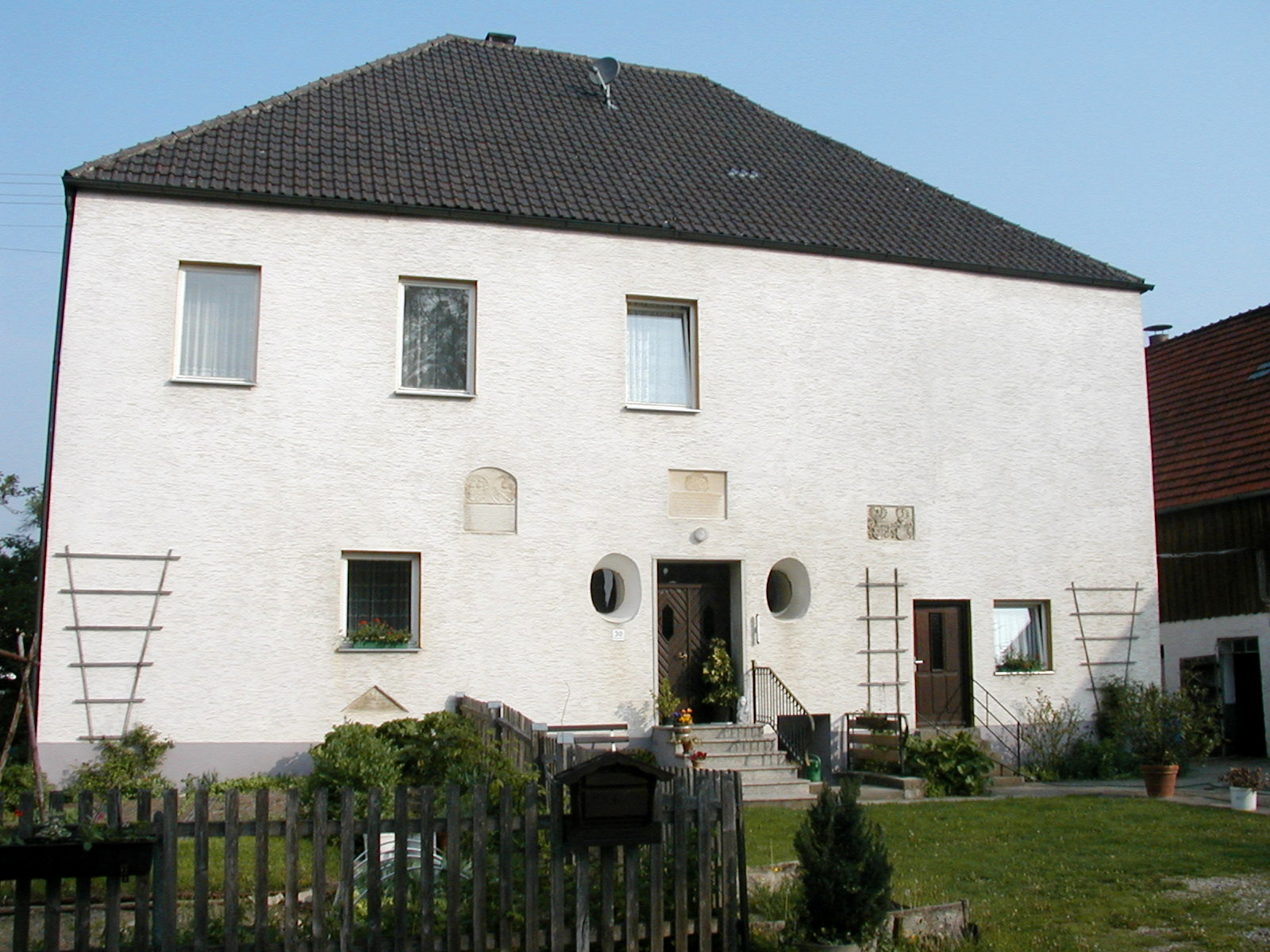
Schloss Gansheim im heutigen Zustand

Schloss Gansheim ist ein ehemaliges Wasserschloss in Gansheim in der Gemeinde Marxheim, das jetzt als Bauernhaus genutzt wird. Unter der Nummer D-7-79-178-13 ist es als Baudenkmal verzeichnet. Ursprünglich als Burg angelegt, wurde es im Laufe der Zeit zu einem Schloss umgebaut und ist heute ein einfaches Bauernhaus.

## Lage
Das Schloss liegt im westlichen Teil des Dorfes unweit der Ussel.

## Geschichte
Erstmals urkundlich erwähnt wird Gansheim 1179 als „Regilo de Gantesheim“ in einer Urkunde Bischof Heinrichs von Brixen. 
Das Adelsgeschlecht der Knollen von Gansheim, welches das Erbamt des Kämmerers am Hof der Grafen von Lechsgemünd-Graisbach innehatte, war im Mittelalter lange Zeit Besitzer des ehemaligen Pfarrdorfes Gansheim, bis Jörg aus dem Geschlecht der Knollen Ort und Burg 1400 an Wilhelm Marschall zu Donnersberg verkaufte. In der Folgezeit wechselte die Herrschaft über die Hofmark Gansheim mehrmals, so u. a. auch an Ludwig VIII. den Buckligen von Bayern-Ingolstadt 1444, an Heinrich XVI. den Reichen von Bayern-Landshut und an die Herzöge Ottheinrich und Philipp von Pfalz-Neuburg, welche jeweils die Burg verlehnten.
Die Burg war eine eher bescheidene Anlage, was beispielsweise auch an der Ausstattung mit gerade einmal acht Handbüchsen und 400 Pfeilen im Jahre 1459 deutlich wird.
Das heutige Gansheimer Schloss wurde 1556 von Simprecht Lenckh erneuert. In den 1580er Jahren kam Thomas von Strahlenfels in den Besitz des Schlosses und nach diesem die Leubelfing und Verri della Bossia. Im Jahr 1821 wurde Freiherr Joseph von Sartor letzter adeliger Besitzer von Gansheim. Er verkaufte 1832 seinen Besitz an das Königreich Bayern. Das Schloss blieb bis 1868 in dessen Besitz.

## Architektur
Simprecht Lenckh wandelte die Anlage um in ein typisches Schloss des 16. Jahrhunderts mit seitlichen runden Ecktürmen, umgeben von Wasser und einer Mauer. Im 19. Jahrhundert wurde es zu einem einfachen Wohnhaus umgebaut und ist mittlerweile in Bauernbesitz. Das Schloss ist heute ein schlichter, zweigeschossiger Walmdachbau mit eingeschossigem Vorbau im Südwesten und vier vermauerten Inschriften- und Wappensteinen an der Eingangsseite, im Kern 1556. Der Bau wurde im 20. Jahrhundert ebenfalls mehrfach verändert und überformt.